# Eleonora Aragońska (księżna Ferrary)
Eleonora Aragońska (ur. w 1450, zm. 11 października 1493) − córka króla Neapolu Ferdynanda (Ferrante), pierwsza księżna Ferrary, Modeny i Reggio jako żona Herkulesa I d’Este.

## Życiorys

### Pochodzenie
Eleonora była wnuczką króla Aragonii i Neapolu Alfonsa z dynastii aragońskiej. Narodziła się jako druga córka księcia Kalabrii Ferdynanda, zwanego zdrobniale Ferrante i jego pierwszej żony Izabeli di Chiaramonte, księżniczki tarentyjskiej.
Eleonora urodziła się z pewnością latem 1450 r. Współcześni tym wydarzeniom kronikarze odnotowali jej narodziny pod różnymi datami. Kupiec jedwabny i autor dzienników Giuliano Passero przyjście na świat księżniczki Eleonory zapisał pod datą 22 czerwca, natomiast kampanijski kanonik Gasparo Fuscolillo z Sessa Aurunca oraz notariusz neapolitański Giacomo odnotowali jej narodziny odpowiednio w dniach 22 lipca i 21 lipca.

### Małżeństwo z księciem Bari
Księżniczka Eleonora w bardzo młodym wieku została przeznaczona na żonę dla trzeciego syna księcia Mediolanu Franciszka Sforzy. Podwójne związki narzeczeńskie neapolitańskich Aragonów i mediolańskich Sforzów były następstwem zawarcia traktatu w Lodi i powstania ligi państw włoskich, do której dołączył król Alfons Wspaniałomyślny. Planowano połączyć królewskiego wnuka, księcia Kapui Alfonsa z najstarszą córką władców Mediolanu Hipolitą Marią oraz królewską wnuczkę Eleonorę i starszego od niej o rok Sforzę Marię. Dnia 12 października 1455 r. uzyskano dyspensę od papieża Kaliksta III, niezbędną z uwagi na niepełnoletniość narzeczonych. W roku 1457 ustalono, że posag Eleonory wyniesie 40 tys. dukatówa małżonkowie obejmą w posiadanie księstwo Bari wydzielone z ziem Królestwa Neapolu.
We wrześniu 1465 r. Sforza Maria przybył z siostrą do Neapolu. Niezwykle uroczysty ślub Eleonory i Sforzy Marii odbył się równocześnie z zaślubinami Alfonsa i Hipolity Marii. Od tego momentu Sforza Maria Sforza objął formalne rządy w księstwie Bari, a Eleonora zyskała tytuł księżnej baryjskiej. Małżeństwo Eleonory miało być jednak dopełnione dopiero po przyjeździe królewny do Mediolanu, co nigdy nie nastąpiło.
Konieczność zawarcia przez króla Ferdynanda I sojuszu z księciem Ferrary zmieniła plany odnośnie do Eleonory, która nadal przebywała z rodzicami w Neapolu. W roku 1472 ostatecznie zadecydowano ostatecznie o rozwiązaniu niedopełnionego małżeństwa książąt Bari. Sojusz neapolitańsko-mediolański nie został zerwany i cementował go związek Alfonsa z Hipolitą, ponadto planowano nowe małżeństwo w kolejnym pokoleniu: córki książąt Kapui Izabeli z jej mediolańskim kuzynem Janem Galeacjuszem. Utrzymanie związku małżeńskiego Eleonory i Sforzy Marii nie było zatem konieczne. Papież Sykstus IV 17 sierpnia 1472 r. unieważnił małżeństwo książąt Bari z powodu przymusu wywieranego na Eleonorę przez ojca oraz nieskonsumowania związku.

### Małżeństwo z księciem Ferrary

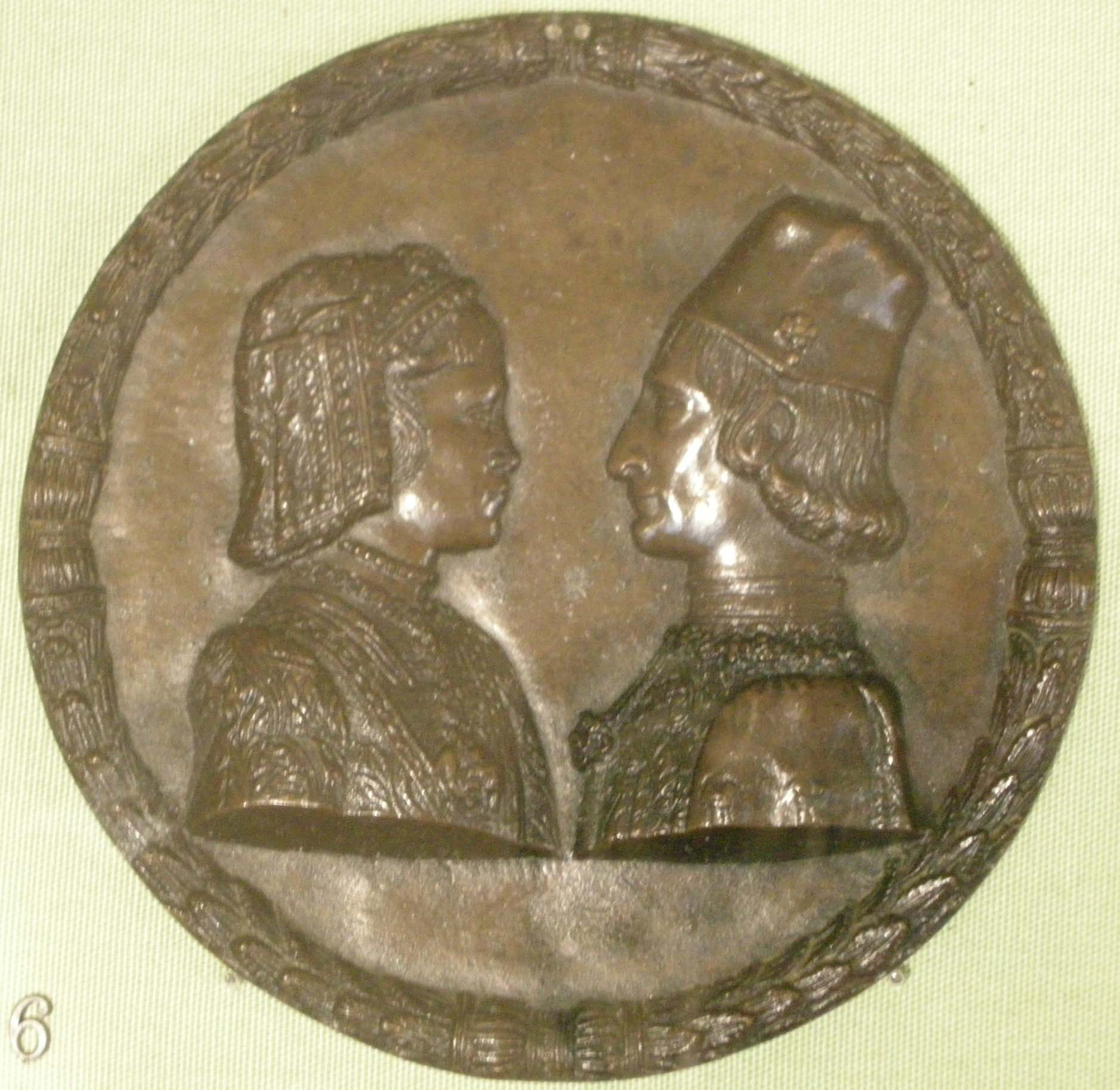
Medalion przedstawiający Herkulesa I i Eleonorę

W czerwcu 1473 roku Herkules wysłał do Neapolu braci Zygmunta i Alberta w towarzystwie możnych ferraryjskich. 3 lipca Eleonora na czele 50-osobowego orszaku wjechała do Ferrary. Następnego dnia w katedrze ferraryjskiej odbył się ślub książęcej pary. Uroczystości trwały osiem dni.
18 maja 1474 roku Eleonora urodziła Herkulesowi córkę Izabelę, a rok później, 29 czerwca 1475 – Beatrycze. W kolejnych latach urodziła jeszcze czterech synów. Małżeństwo Herkulesa i Eleonory współcześni uważali za wzorowe. Książę uchodził za wiernego małżonka. Raz tylko, gdy żona w 1477 roku wyjechała na kilka miesięcy do Neapolu, odwiedzić rodziców, nawiązał romans z damą dworu, Izabelą Arduino, która w marcu 1478 roku powiła mu syna Giulia. W trzy miesiące później wyszła za mąż za Jacoma Mainente z Ferrary.
Eleonora nadzwyczaj lubiła muzykę, sama grywała na harfie, dużo czytała, kupowała obrazy od najznakomitszych ówczesnych malarzy. W swoich zbiorach miała dzieła Mantegny i Belliniego, a w podręcznej biblioteczce przetłumaczone na włoski Komentarze Cezara, Pliniusza, franciszkańskie Kwiatki św. Franciszka, sporo hiszpańskich powieści, a wśród nich bardzo wówczas popularny romans Il Carcer d'Amore. Księżna z wielką też starannością wychowywała swoje dzieci. Dziewczynki uczyły się łaciny najpierw u Battisty Guarina, syna Guarina z Werony, a następnie u Jacopa Gallina, który tak umiał księżniczkom uprzyjemnić studia, że Izabela, już jako markiza mantuańska, wspominała z przyjemnością czasy, gdy uczyła się gramatyki Chryzolorasa i recytowała z pamięci eklogi Wergiliusza i listy Cycerona. Śpiewu uczył dziewczynki sławny muzyk, sprowadzony aż z Konstancji, Don Giovanni Martin. Panny uczyły się także gry na klawikordzie, a Izabela nadto na lutni. Nie zaniedbywano też ćwiczeń fizycznych: jazdy konnej i tańca oraz robót ręcznych, wśród których najważniejszy był haft.
W trudnych chwilach Eleonora potrafiła okazać sporo odwagi i przytomności umysłu. W 1476 roku, podczas pobytu Herkulesa w Belriguardo, Mikołaj d’Este spróbował śmiałym atakiem zdobyć Ferrarę. Na łodziach wiozących słomę ukrył 700 zbrojnych i podpłynął Padem pod samo miasto. Zdołał się wedrzeć do środka. Zawołanie Mikołaja „vela” (żagiel) nie znalazło jednak echa wśród ferraryjczyków. Eleonora, która przed upałami schroniła się w Schiffanoi, ledwie zdążyła w koszuli, z maleńkim Alfonsem na ręku i z niewiele starszymi Izabelą i Beatrice schronić się na zamku. Porozumiawszy się z braćmi męża – Zygmuntem, Albertem i Rinaldem – zebrała oddział wojska, który wyparł Mikołaja z miasta, zepchnął na okoliczne bagna i tam go schwytał. Herkules I nakazał go później ściąć.
W 1482 roku, kiedy Ferrara została oblężona przez wojska weneckie, a Herkules I leżał powalony chorobą, rządy w mieście objęła silną ręką Eleonora. Dzieci wysłała do Modeny. Chorego męża umieściła w bezpiecznym miejscu. Zastawiła prawie wszystkie klejnoty i tak zręcznie przemówiła do mieszkańców Ferrary, że wyczerpani wojną mieszczanie poderwali się do walki z okrzykami: „Do broni!”, „Diament”, „Estowie albo śmierć”.

## Życie prywatne
Eleonora i Herkules I mieli sześcioro dzieci:
- Izabelę (ur. 18 maja 1474), żonę Francesca II Gonzagi
- Beatrycze (ur. 29 czerwca 1475), żonę Ludwika Sforzy
- Alfonsa I (ur. 21 lipca 1476), następcę Herkulesa I
- Ferrante (ur. 19 września 1477)
- Hipolita (ur. 20 marca lub listopada 1479)[9]
- Zygmunta (Sigismondo).